# المخشاب (يريم)

تعديل مصدري - تعديل

المخشاب محلة تابعة لقرية يلالة، التابعة لعزلة خودان بمديرية يريم إحدى مديريات محافظة إب في الجمهورية اليمنية، بلغ تعداد سكانها 20 حسب تعداد اليمن لعام 2004.